# Mikkel Maigaard
Mikkel Maigaard Jakobsen (Varde, 20 settembre 1995) è un calciatore danese, centrocampista del KS Cracovia.

## Carriera

### Club
Maigaard è entrato a far parte delle giovanili del Varde all'età di 13 anni. Passato successivamente all'Esbjerg, il 10 aprile 2013 ha firmato un contratto con il club valido fino al 30 giugno 2015.
Ha esordito con la prima squadra dell'Esbjerg il 26 settembre 2013, in una sfida valida per la Coppa di Danimarca: ha sostituito Mushaga Bakenga nella vittoria per 1-7 in casa dell'Aalborg Chang. Il 12 dicembre dello stesso anno ha debuttato nelle competizioni UEFA per club, subentrando a Jakob Ankersen nella sconfitta per 3-0 subita in casa del Salisburgo, sfida valida per la fase a gironi dell'Europa League.
Svincolato al termine della stagione 2014-2015, Maigaard è passato al Brabrand, in 2. Division. A febbraio 2016 è passato agli islandesi dell'ÍBV Vestmannæyja. Ha esordito in Úrvalsdeild il successivo 1º maggio, sostituendo Andri Ólafsson nella vittoria per 4-0 sull'ÍA Akraness. Il 16 maggio ha siglato il primo gol, nel successo per 0-3 in casa del Fylkir. Rimasto in squadra per un biennio, ha contribuito alla vittoria finale della Bikar karla 2017.
Il 28 febbraio 2018 è stato ufficializzato il passaggio di Maigaard ai norvegesi del Raufoss, a cui si è legato con un accordo biennale. Ha giocato la prima partita con la nuova maglia, in 2. divisjon, in data 14 aprile 2018: è stato schierato titolare nella vittoria per 4-0 sull'Elverum. Il 12 agosto ha siglato la prima rete, nel 3-1 sul  Nybergsund. Ha contribuito alla promozione del Raufoss in 1. divisjon, arrivata al termine di quella stessa annata.
Il 1º agosto 2019, Maigaard si è trasferito allo Strømsgodset, per cui ha firmato un accordo fino al 31 dicembre 2021. Il 5 agosto ha esordito quindi in Eliteserien, schierato titolare nella sconfitta per 1-3 subita contro il Bodø/Glimt. Il 25 agosto successivo ha trovato la prima rete nella massima divisione locale, nel 2-1 sul Sarpsborg 08.
Il 31 agosto 2021 è passato proprio al Sarpsborg 08, firmando fino al 31 dicembre 2023. Ha giocato la prima partita con la nuova maglia il 12 settembre seguente, subentrando a Kristian Opseth nella sconfitta per 2-1 subita in casa dell'Haugesund. Il 10 aprile 2022 ha realizzato la prima marcatura, nella vittoria per 2-3 sul campo del Kristiansund BK.

### Nazionale
Maigaard ha rappresentato la Danimarca a livello Under-18 e Under-19.

## Statistiche

### Presenze e reti nei club
Statistiche aggiornate al 18 settembre 2022.
| Stagione                | Club                    | Campionato              | Campionato | Campionato | Coppe nazionali | Coppe nazionali | Coppe nazionali | Coppe continentali | Coppe continentali | Coppe continentali | Supercoppe | Supercoppe | Supercoppe | Totale | Totale |
| Stagione                | Club                    | Comp                    | Pres       | Reti       | Comp            | Pres            | Reti            | Comp               | Pres               | Reti               | Comp       | Pres       | Reti       | Pres   | Reti   |
| ----------------------- | ----------------------- | ----------------------- | ---------- | ---------- | --------------- | --------------- | --------------- | ------------------ | ------------------ | ------------------ | ---------- | ---------- | ---------- | ------ | ------ |
| 2013-2014               | Esbjerg                 | SL                      | 0          | 0          | CD              | 1               | 0               | UEL                | 1                  | 0                  | -          | -          | -          | 2      | 0      |
| 2014-2015               | Esbjerg                 | SL                      | 0          | 0          | CD              | 0               | 0               | UEL                | 0                  | 0                  | -          | -          | -          | 0      | 0      |
| Totale Esbjerg          | Totale Esbjerg          | Totale Esbjerg          | 0          | 0          |                 | 1               | 0               |                    | 1                  | 0                  |            | -          | -          | 2      | 0      |
| 2015-feb. 2016          | Brabrand                | 2D                      | ?          | ?          | CD              | ?               | ?               | -                  | -                  | -                  | -          | -          | -          | ?      | ?      |
| 2016                    | ÍBV Vestmannæyja        | UD                      | 20         | 2          | CI              | 5               | 0               | -                  | -                  | -                  | -          | -          | -          | 25     | 2      |
| 2017                    | ÍBV Vestmannæyja        | UD                      | 16         | 2          | CI              | 5               | 1               | -                  | -                  | -                  | -          | -          | -          | 21     | 3      |
| Totale ÍBV Vestmannæyja | Totale ÍBV Vestmannæyja | Totale ÍBV Vestmannæyja | 36         | 4          |                 | 10              | 1               |                    | -                  | -                  |            | -          | -          | 46     | 5      |
| 2018                    | Raufoss                 | 2D                      | 26         | 5          | CN              | 2               | 0               | -                  | -                  | -                  | -          | -          | -          | 28     | 5      |
| gen.-lug. 2019          | Raufoss                 | 1D                      | 15         | 10         | CN              | 2               | 2               | -                  | -                  | -                  | -          | -          | -          | 17     | 12     |
| Totale Raufoss          | Totale Raufoss          | Totale Raufoss          | 41         | 15         |                 | 4               | 2               |                    | -                  | -                  |            | -          | -          | 45     | 17     |
| ago.-dic. 2019          | Strømsgodset            | ES                      | 15         | 4          | CN              | -               | -               | -                  | -                  | -                  | -          | -          | -          | 15     | 4      |
| 2020                    | Strømsgodset            | ES                      | 28         | 5          | -               | -               | -               | -                  | -                  | -                  | -          | -          | -          | 28     | 5      |
| gen.-ago. 2021          | Strømsgodset            | ES                      | 14         | 1          | CN              | 2               | 1               | -                  | -                  | -                  | -          | -          | -          | 16     | 2      |
| Totale Strømsgodset     | Totale Strømsgodset     | Totale Strømsgodset     | 57         | 10         |                 | 2               | 1               |                    | -                  | -                  |            | -          | -          | 59     | 11     |
| ago.-dic. 2021          | Sarpsborg 08            | ES                      | 13         | 0          | CN              | 2               | 1               | -                  | -                  | -                  | -          | -          | -          | 15     | 1      |
| 2022                    | Sarpsborg 08            | ES                      | 20         | 7          | CN              | 2               | 0               | -                  | -                  | -                  | -          | -          | -          | 22     | 7      |
| Totale Sarpsborg 08     | Totale Sarpsborg 08     | Totale Sarpsborg 08     | 33         | 7          |                 | 4               | 1               |                    | -                  | -                  |            | -          | -          | 37     | 8      |
| Totale                  | Totale                  | Totale                  | 167+       | 36+        |                 | 21+             | 5+              |                    | 1                  | 0                  |            | -          | -          | 189+   | 41+    |